# Diana Gordon
Diana Gordon (New York, 1985. augusztus 25. –) amerikai énekesnő, dalszerző, producer.

## Pályafutása
Diana Gordon pályáját más előadóknak írt dalokkal kezdte, antán az Atlantic Recordshoz szerződve elkezdett saját albumán dolgozni. Debütáló albuma, a „With the Music I Die” 2011-ben jelent meg, melynek  kislemeze, a „Dirty Talk” háromszoros platinalemez minősítést kapott Ausztráliában és az Egyesült Királyságban. Ausztráliában a kislemezlistájának élére került. 2016-ban kezdte használni születési nevét, és kiadta a Pure (2018) és a Wasted Youth (2020) című dalokat. Gordon számos népszerű dalban vokálozott, többek között Beyoncé Knowles „Sorry” című dalában, a Silk City (duo) „Electricity” című dalában, valamint Steve Lacy „Bad Habit” című dalában. Lil Yachty pszichedelikus rock albumán, a „Let's Start Here”-ben (2023) több számban is énekelt.
A Flo Ridával közösen felvett „Sugar” című dallal vált ismertté, amely az amerikai slágerlisták első öt helyezettje közé került. Ő írta a „Gonna Breakthrough” című dalt Mary J. Blige „The Breakthrough” című albumához, és társszerzője volt Danity Kane „2 You” című dalának. Ő adta elő a „One Love” albumról a „Toyfriend” című dalt David Guettával. Debütáló albuma, a „With the Music I Die” 2011 nyarán jelent meg Ausztráliában. 
Jennifer Lopeznek négy dalt írt a hetedik stúdióalbumára.
2012. júliusában kiadta a „Human Condition: Doleo” című EP-jét, amelynek dalait nagyrészt az amerikai Mysto & Pizzi duó készítette. Énekesként közreműködött Robbie Rivera „In the Morning” és Deniz Koyu „Follow You” című dalaiban.

## Albumok
- 2011: With the Music I Die

## Középlemezek
- The First Dance (2010)
- With the Music I Die (2011)
- Human Condition: Doleo (2012)
- Human Condition: Sanguine (2013)
- Five Needle (2015)
- Pure (2018)

## Díjak
- 2016, 2023: Grammy-díj jelölések